# Stichoplastoris longistylus
Espèce
Synonymes
- Cyrtopholis longistylus Kraus, 1955

Stichoplastoris longistylus est une espèce d'araignées mygalomorphes de la famille des Theraphosidae.

## Distribution
Cette espèce est endémique du Salvador.

## Publication originale
- Kraus, 1955 : Spinnen aus El Salvador (Arachnoidea, Araneae). Abhandlungen der Senckenbergischen Naturforschenden Gesellschaft, vol. 493, p. 1-112.